# الاستعمار الألماني لإفريقيا
حدث الاستعمار الألماني لأفريقيا (بالإنجليزية: German colonization of Africa)‏ خلال فترتين منفصلتين. في ثمانينيات القرن السابع عشر، وسَّعت إمارة مرغريفية براندنبورغ، ثم قيادة المملكة الأوسع براندنبورغ-بروسيا، الجهود الإمبراطورية المحدودة في غرب أفريقيا. تأسست شركة براندنبورغ الأفريقية عام 1682 وأنشأت مستوطنتين صغيرتين على ساحل الذهب من ما هو اليوم يُعرف باسم غانا. بعد خمس سنوات، وُقّعت معاهدة مع ملك أرغين في موريتانيا بإقامة مستعمرة على تلك الجزيرة، واحتلت براندنبورغ قلعة مهجورة كان قد بناها البرتغاليين في الأصل. واصلت براندنبورغ -بعد عام 1701، مملكة بروسيا- هذه الجهود الاستعمارية حتى عام 1721، عندما تم الاستيلاء على أرغين من قِبَل الفرنسيين وتم بيع مستوطنات ساحل الذهب إلى جمهورية هولندا.
بعد أكثر من قرن ونصف، ظهرت الإمبراطورية الألمانية الموحدة كقوة عالمية رئيسية. في عام 1884، وعملًا بمؤتمر برلين، أنشئت المستعمرات رسميًا على الساحل الغربي الأفريقي، غالبًا في المناطق التي كان يسكنها بالفعل المبشرين والتجار الألمان. في العام التالي، أُرسلت زوارق حربية إلى شرق أفريقيا للطعن في ادعاءات سلطنة زنجبار بسيادتها على البرّ الرئيسي في ما هو اليوم يُعرف باسم تنزانيا. فشلت المستوطنات في غينيا الحديثة ودولة أوندو في نيجيريا في غضون عام واحد؛ وسرعان ما أصبحت تلك البلدان في بوروندي والكاميرون وناميبيا ورواندا وتنزانيا وتوغو مستعمرات مربحة. وقد شكلت هذه البلدان الستة معًا الوجود الأفريقي لألمانيا في عصر الإمبريالية الجديدة. تم غزوها واحتلالها إلى حد كبير من قِبَل القوات الاستعمارية لقوى الحلفاء خلال الحرب العالمية الأولى، وفي عام 1919، تم نقلها من السيطرة الألمانية من قِبَل عصبة الأمم وتقسيمها بين بلجيكا وفرنسا والبرتغال وجنوب أفريقيا والمملكة المتحدة.
عُدَّت المستعمرات الرئيسية الست في أفريقيا الألمانية، جنبًا إلى جنب مع الممالك والسلطات المحلية، السوابق القانونية للدول الحديثة في بوروندي والكاميرون وناميبيا ورواندا وتنزانيا وتوغو. كانت كل من أوغندا وجمهورية أفريقيا الوسطى وتشاد وغابون وغانا وكينيا وموزامبيق ونيجيريا تحت سيطرة ألمانيا في مختلف نقاط وجودها.

## الرغبات الألمانية في تنجانيقا والتوسع المبكر
قررت ألمانيا إنشاء مستعمرة في شرق أفريقيا تحت قيادة المستشار الإمبراطوري أوتو فون بسمارك في فبراير من عام 1885. كانت ألمانيا قد توحدت مؤخراً في عام 1871، وكان التصنيع السريع لمجتمعها يتطلَّب مصدرًا ثابتًا من المواد الخام. كان احتمال وجد مستعمرة في شرق أفريقيا أمرًا لا يمكن تجاهاه؛ وكانت هذه المنطقة مثالية لاستمرار الستقرار الاقتصادي والتطور في ألمانيا. وعلاوة على ذلك، شكَّك بسمارك في نوايا فرنسا وبريطانيا العظمى الحقيقية في أفريقيا، وهذا لم يؤدي إلاّ إلى تعزيز رغبته في إنشاء مستعمرة في شرق أفريقيا. بعد فترة وجيزة من التوصل إلى اتفاقية على إنشاء مستعمرة في شرق أفريقيا، منح القيصر الألماني الحماية الإمبراطورية لممتلكات شركة شرق أفريقيا الألمانية، التي تمتعت بحكم ذاتي في المنطقة. وبطريقة ما، أدَّى هذا الدعم من قِبَل الحكومة الألمانية إلى تغيير قوة ونفوذ شركة شرق أفريقيا الألمانية. على الرغم من ذلك، لم تضيع الشركة أي وقت في إرسال ثماني عشر بعثة استكشافية لإبرام معاهدات لتوسيع أراضيها في شرق أفريقيا، لكن هذه التحركات من قِبَل الألمان أثارت العداء في المنطقة. في أغسطس عام 1888، عندما وصل وكلاء الشركة بهدف السيطرة على سبع مدن ساحلية، تصاعد التوتر ليودي نهايةً إلى العنف. توافد المحاربون نحو عدد قليل من المدن الساحلية وأعطوا الألمان يومين للمغادرة. في إحدى الحالات، قُتل ألمانيان في مدينة كيلوا؛ في نهاية المطاف، صدرت أوامر مشاة البحرية الألمانية الذين قاموا بتطهير المدينة، ما أدى إلى مقتل كل شخص وقعت أعينهم عليه. شوهدت المقاومة في جميع أنحاء أفريقيا التي يسيطر عليها الألمان، لكن الجنود والضباط الألمان شكلوا واحدًا من أفضل الجيوش وأكثرها تنظيمًا في العالم، وبالتالي فإن أعمال التمرد لم يكن لها تأثيرًا كبيرًا على الأمد البعيد. جعلت المقاومة نسبة البقاء على قيد الحياة أقل بكثير بالنسبة للأفارقة وأصبحت الوحشية مرادفة للإمبريالية الألمانية في أفريقيا.

## توطيد الحكم الألماني في تنجانيقا
بحلول عام 1898، كان الألمان قد بسطوا سيطرتهم على كل المراكز السكانية الرئيسية وخطوط الاتصال في أرجاء تنجانيقا. واعتُبرت المجموعة التالية من الأعمال بالنسبة للألمان هي فرض حكمهم على المجتمعات صغيرة الحجم على نحو أبعد عن طرق القوافل التجارية. وقد تم ذلك إما عن طريق المساومة مع القادة الأفارقة أو عن طريق الحرب. بعد أن انتهى نظام الدبلوماسية الذي أسفر عن صراعات النصر الألماني، استخدم نظامهم عصابات من المسلحين للحفاظ على السلطة على القادة المحليين. في نهاية المطاف، تم تحويل المدن الساحلية الرئيسية، التي كانت أكثر استقرارًا، إلى مراكز مقاطعات الإدارة، وعُّين موظفين مدنيين فيها. وعلاوة على ذلك، نمت الإدارة من المستعمرات الاستراتيجية لكن تم نقلها إلى أيدي المدنيين بشكل متباطئ. بحلول عام 1914، قُسمت تنجانيقا إلى 22 مقاطعة إدارية، واثنان منها فقط تحت حكم عناصر من الجنود. عُدت السمة الرئيسية للحكم الألماني هي السلطة واستقلالية ضابط المقاطعة؛ وهذا يعني الفتقار التام للتواصل. استغرقت الأوامر الصادرة من العاصمة شهورًا للوصول إلى المقاطعات النائية، إذ لا يمكن لمنطقة نائية أن تتوقع زيارة أحد كبار المسؤولين إلا مرة واحدة كل عقد. مارس ضابط المقاطعة الولاية القضائية الكاملة على «السكان الأصليين»، لأنه على الرغم من أن التشريع قد حدَّد العقوبات التي من الممكن فرضها، إلا أنه لا يحدد الجرائم التي يُعاقب عليها. استند الحكم الألماني لشرق أفريقيا على القوة فقط وهذا ما طبَّقه المسؤولين والضباط.